# Bürg (Titting)

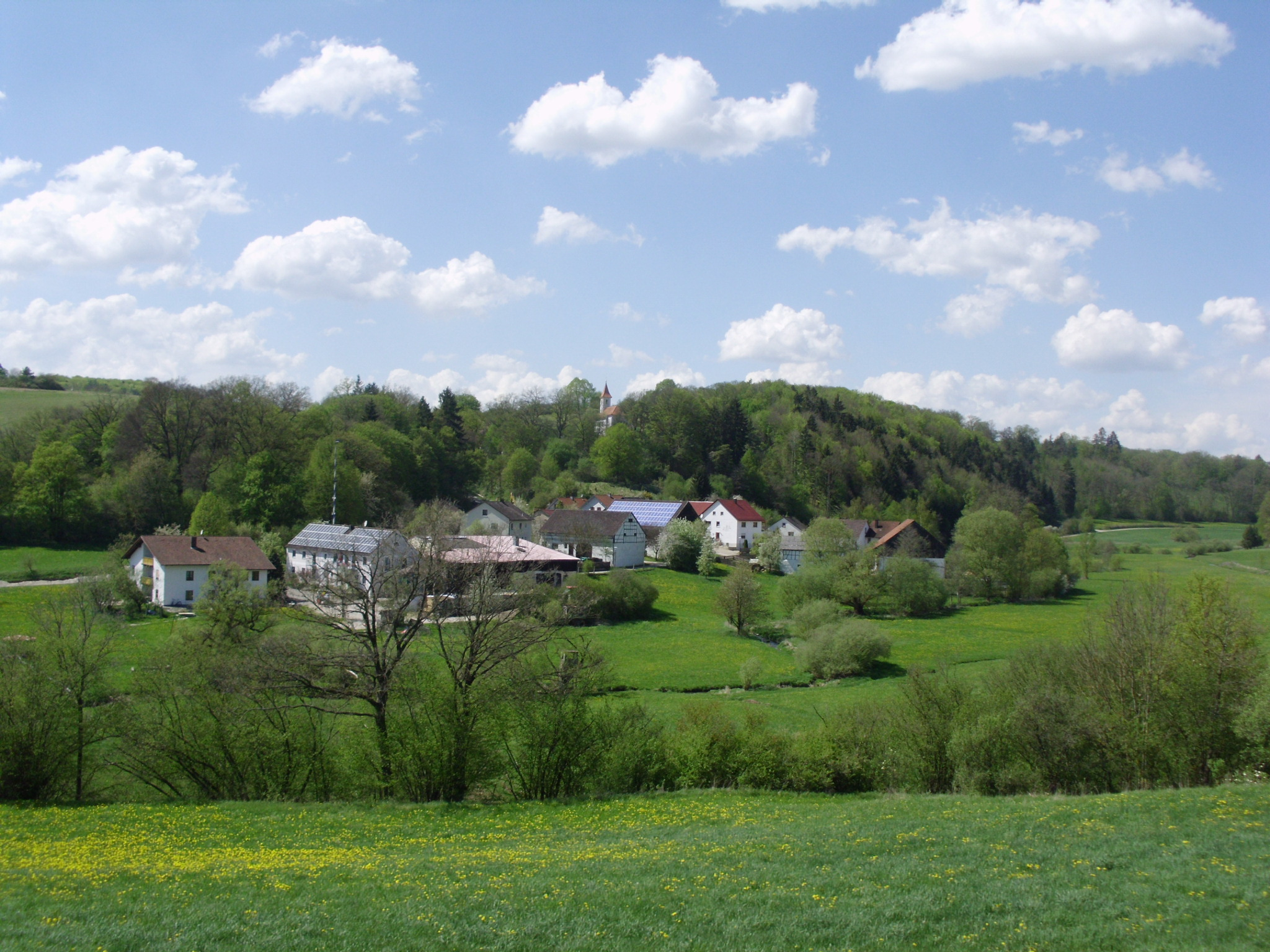
Bürg am Anlauter-Talrand

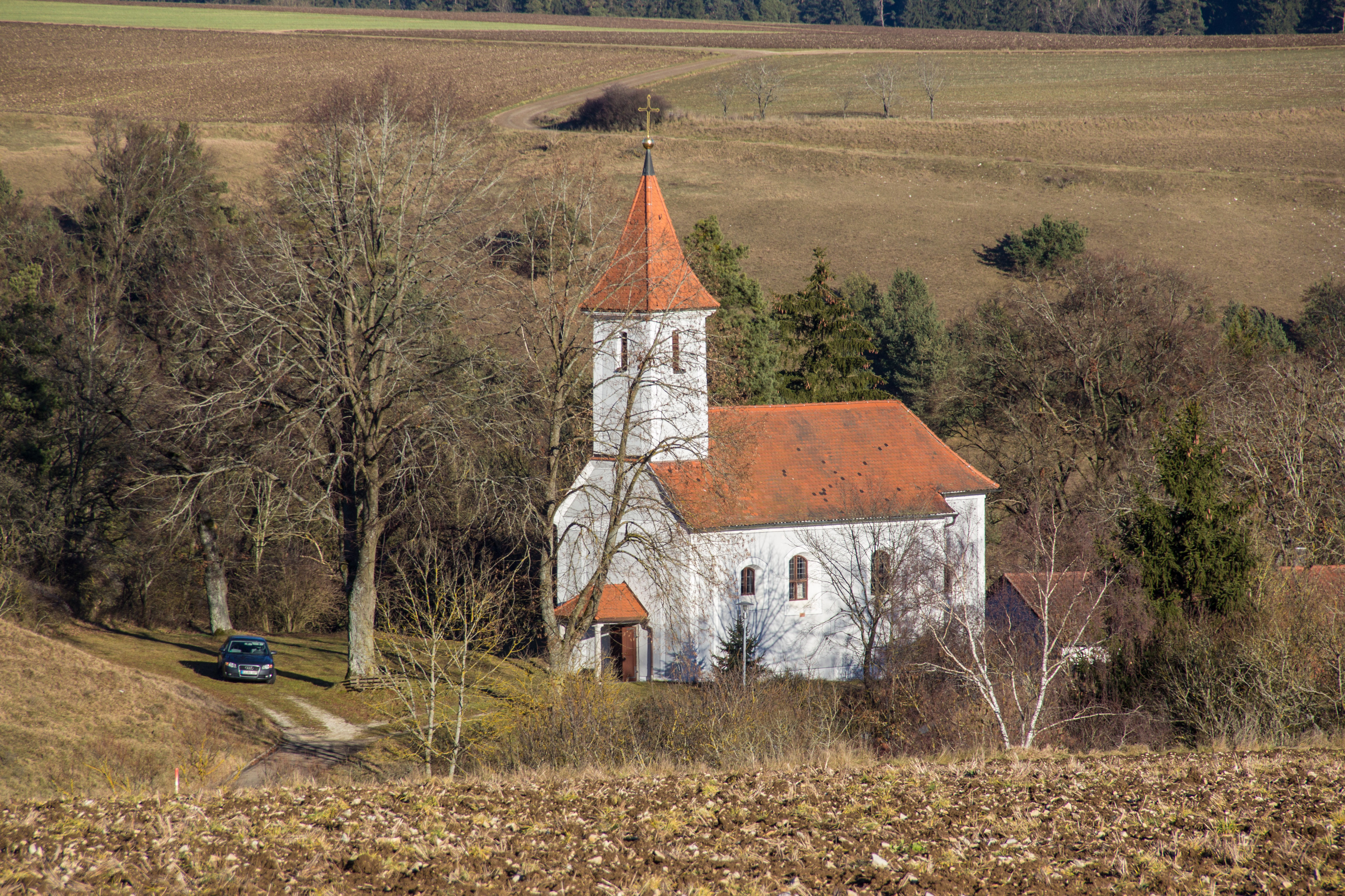
„Schlosskapelle“ St. Laurentius

Bürg ist ein Gemeindeteil des Marktes Titting im oberbayerischen Landkreis Eichstätt in Bayern.

## Geografische Lage
Der Weiler liegt am westlichen Rand des Anlautertals in der südlichen Frankenalb auf der Gemarkung Kesselberg. Durch den Ort führt die Kreisstraße EI 41.

## Ortsnamensdeutung
Der Ortsname leitet sich her von der Burg derer von Kesselberg, die oberhalb des Weilers stand.

## Geschichte
Die namensgebende Burg der Herren von Kesselberg, die sich 1222 bis 1313 nachweisen lassen, lag auf einer Bergzunge oberhalb des Weilers Bürg. Dieser entwickelte sich aus dem Wirtschaftshof der Burg und bestand am Ende des Alten Reiches aus neun Anwesen. Fünf Anwesen gehörten dem eichstättischen Hofkastenamt Titting-Raitenbuch, der Meierhof und drei Gütlein waren Besitz des Eichstätter Domkapitels. Die hohe und niedere Gerichtsbarkeit übte das Pfleg- und Vogtamt Titting-Raitenbuch aus.
Im Zuge der Säkularisation 1802 toskanisch, 1806 königlich-bayerisch geworden, wurde Bürg zusammen mit Kesselberg 1808 dem Steuerdistrikt bzw. 1811 der Ruralgemeinde Titting zugeordnet. 1823 bestand der Weiler aus acht Anwesen. 1846 wohnten in den elf Häusern Bürgs zwölf Familien mit 50 Personen.
1950 zählte man 36 Einwohner uns neun Wohngebäude. Das Dorf führte 1958 eine Flurbereinigung durch. 1961 wohnten in den acht Wohngebäuden des Dorfes 40 Personen.
Im Zuge der Gebietsreform kam Bürg 1971 durch die Eingemeindung der Gemeinde Kesselberg zum Markt Titting. 1983 hatte Bürg bei drei landwirtschaftlichen Vollerwerbs- und sechs Nebenerwerbsbetrieben und einem Gasthaus 34 Einwohner.

## Katholische Filialkirche St. Laurentius
Etwas höher als die ehemalige Burg, wohl im Bereich der Vorburg, steht die 1727 in die heutige Form gebrachte „Schlosskapelle“ St. Laurentius, eine Filialkirche der Pfarrei Titting im Bistum Eichstätt. Ein Vorgängerbau ist erstmals 1456 erwähnt. Die drei Altäre entstanden um 1739. Die Kirche weist spätgotische und barocke Kunstwerke auf.